# Морозюк, Георгий Иванович
Георгий Иванович Морозюк (укр. Георгій Іванович Морозюк; 15 апреля 1944, Ступно — 19 ноября 2021, Ровно) — советский и украинский актёр театра и кино. Народный артист Украины (1993).

## Биография
Георгий Морозюк родился 15 апреля 1944 года в селе Ступно. Был шестым ребёнком в многодетной семье. В 13 лет он потерял отца.
Окончил Киевскую театральную студию Театра им. Ивана Франко. В студенческие годы в Киеве снимается в одном из фильмов режиссёра Гайдая. С тех пор и началась его профессиональная актёрская жизнь.
С 1967 по 1997 гг. работал актёром Львовского областного драматического театра в Дрогобыче, где сыграл сотни ролей как украинской, так и зарубежной классической драматургии.
В 1993 году получил звание народного артиста Украины.
С 1997 года работал на сцене Ровенского областного академического музыкально-драматического театра вместе со своей женой Эмилией.
Кроме театра Георгий Морозюк снимался и в кино. Его известность как киноактёра началась с фильма режиссёра Владимира Денисенко «Высокий перевал», где он сыграл роль отрицательного персонажа Юзьо.
Умер 19 ноября 2021 года.

## Признание и награды
- Народный артист Украины (1993)

## Личная жизнь
Жена — Эмилия Морозюк, актриса Ровенского областного академического украинского музыкально-драматического театра. Детей нет.

## Творчество
- 1978 — Искупление чужих грехов — брат Игнатий
- 1981 — Высокий перевал — Юзьо
- 1983 — Легенда о княгине Ольге — гонец Вивера
- 1985 — Легенда о бессмертии — контрразведчик
- 1988 — Гибель богов
- 1989 — Савраска — редактор
- 1990 — Меланхолический вальс — дядя Софии
- 1990 — Украинская вендетта — Корней
- 1991 — Голод-33 — главная роль
- 1991 — Нам колокола не играли, когда мы умирали
- 1992 — Венчание со смертью — священник
- 1992 — Игра всерьёз — Трофимыч
- 1993 — Гетманские клейноды — Телеп
- 1993 — Золотой цыплёнок — Волк Вова, поэт и музыкант
- 1995 — Казнённые рассветы — Василенко (главная роль)
- 2000 — Непокорённый — Голуб, станичный ОУН
- 2000 — Чёрная рада — Петро Сердюк, запорожец
- 2004 — Железная сотня — селянин
- 2004 — Украденное счастье — эпизод
- 2006 — Богдан-Зиновий Хмельницкий — Ясинский, казачий полковник
- 2007 — Здравствуйте Вам! — Георгий Викторович, отец Анны
- 2008 — Владыка Андрей — эпизод